# Оренбургське (Росія)
Оренбу́ргське (рос. Оренбургское) — село у складі Бікінського району Хабаровського краю, Росія. Адміністративний центр Оренбургського сільського поселення.

## Населення
Населення — 754 особи (2010; 935 у 2002).
Національний склад (станом на 2002 рік):
- росіяни — 90 %